# ℃-ute Cutie Circuit 2009 〜9月10日は℃-uteの日〜
『℃-ute Cutie Circuit 2009 〜9月10日は℃-uteの日〜』（キュートキューティーサーキット2009 くがつとおかはキュートのひ）は、2009年9月10日にSHIBUYA-AXにて開催された℃-uteのイベントである。2009年11月25日発売。発売元はゼティマ。

## 概要
『9月10日は℃-uteの日』イベント第4弾。2009年7月1日に発売されたシングル『暑中お見舞い申し上げます』の購入者特典として開催された。
同年7月9日に有原栞菜が正式に脱退し、6人での開催となった唯一の℃-uteの日。またこの年の10月25日に卒業を控えていた梅田えりかにとっては最後の℃-uteの日となった。

## DVD
『℃-ute Cutie Circuit 2009 〜9月10日は℃-uteの日〜』（2009年11月25日）
1. OPENING SE
2. 行くZYX! FLY HIGH
3. 美少女心理
4. MC1
5. ディスコ クイーン
6. 通学ベクトル
7. 夏DOKIリップスティック
8. MC2
9. 僕らの輝き
10. 演歌歌手「中禅寺ナキ子」のコーナー
11. DJマイマイ.MCチッサー&MCカッパーのコーナー
12. まっさらブルージーンズ
13. 即 抱きしめて
14. 大きな愛でもてなして
15. MC3
16. ★憧れMy STAR★
17. 涙の色
18. 都会っ子 純情
19. 「忘れたくない夏」
20. ENCORE：約束は特にしないわ
21. ENCORE：JUMP
22. ENCORE：MC4
23. ENCORE：わっきゃない(Z)

特典映像
1. ℃-uteオフショット2006〜2009未公開画像